# Исехара
Исехара (јап. 伊勢原市) град је у Јапану у префектури Канагава. Према попису становништва из 2005. у граду је живело 100.579 становника.

## Становништво
Према подацима са пописа, у граду је 2005. године живело 100.579 становника.
| 1995.  | 2000.  | 2005.   |
| ------ | ------ | ------- |
| 98.123 | 99.544 | 100.579 |